# Can Baltà (la Llacuna)
Can Baltà és una masia amb elements barrocs de la Llacuna (Anoia) inclosa a l'Inventari del Patrimoni Arquitectònic de Catalunya.

## Descripció
Es tracta d'una construcció de planta rectangular i de dos pisos. Construïda en pedra. La façana té un acabament ondulat i sota un petit cap de "sàtir".
El maó remarca la forma de les finestres del primer i segon pis (aquestes últimes d'arc). Al primer pis está centralitzat per un balcó emmarcat per dos finestres i que està situat just damunt la porta principal d'entrada, adovellada.

## Història
Anterior al 1758, any en què fou construïda la capella de Sant Joan com a capelleta particular del mas Valtà.